# إيزي جيت
إيزي جيت (بالإنجليزية: EasyJet) هي شركة طيران بريطانية خاصة، تعمل بنظام الطيران منخفض التكلفة، يقع مقرها الرئيسي في مدينة لوتون بمقاطعة بيدفوردشير شرق العاصمة لندن، ومركز عملياتها الرئيسي هو مطار لندن لوتون ومطار لندن جاتويك، تقدم إيزي جيت خدماتها ورحلاتها ذات التكلفة المنخفضة إلى 106 وجهة في المملكة المتحدة، أوروبا وشمال أفريقيا، وتعد إيزي جيت أكبر شركة طيران اقتصادي في العالم إذ نقلت خلال عام 2008 أكثر من 44 مليون راكب، تتبع إيزي جيت للشركة الأم «إيزي جيت بي إل سي» وهي شركة بريطانية مدرجة في بورصة لندن، ويعمل بالشركة مايقارب 4859 موظف، وقد شهدت الشركة منذ انطلاقها عام 1995 توسعاً كبيراً نظراً لإقبال الناس على استخدام شركات الخطوط الجوية ذات التكلفة المخفضة، إذ تملك الشركة حالياً 254 طائرة تشغلها على خطوطها الداخلية والخارجية.

## وصلات خارجية
- الموقع الرسمي للشركة (بالإنجليزية)
- تفاصيل أسطول شركة إيزي جيت (بالإنجليزية)